# نماز (بهائیت)
سن بلوغ روحانی در دین بهائی، ۱۵ سال تمام است و از آن زمان به بعد فرد مسئولیت کامل زندگی روحانی خود را بر عهده می‌گیرد. فرد بالغ طبق احکام آِیِین بهائی که اساس آن در کتاب اقدس قرار دارد، باید شروع به خواندن نماز نماید. در دین بهائی سه نماز روزانه وجود دارد که خواندن یکی از این سه نمازهای واجب بهائی است. نماز به صورت جمعی و جماعت نهی شده است. تنها نماز میت، نمازی که برای مردگان خوانده می‌شود، به صورت جماعت برگزار می‌گردد.

## اهمیت و چرایی نماز
در اعتقادات بهائی دعا واسطه ارتباط بین خداوند و انسان و سبب توجّه قلب و ذهن انسان به آفریدگارش در نظر گرفته می‌شود. در این دیدگاه دعا و نماز به مکالمه و گفتگویی عاشقانه با محبوب قلب انسان تعبیر و توصیف شده است. همچنین بهائیان، دعا و نماز را بستری برای دریافت موهبت‌های خداوند، موجب تقویت عشق و محبت به خدا و رشد صفات اخلاقی فردی (مانند فروتنی و انضباط) می‌دانند.
.
به اعتقاد بهاییان بعضی از دعاها از جمله نمازهای روزانه تأثیر خاص و ویژه‌ای دارند. در دیانت بهائی خواندن نماز در هر روز واجب شده است، ولی نیایش و دعا از راه مناجات‌ها برای بهاییان اختیاری است.

## نمازهای روزانه

### انواع نمازهای روزانه و اوقات آن
در دیانت بهائی سه نوع نماز روزانه وجود دارد که هر فرد بهائی بنا به خواست خویش می‌تواند یکی از آن‌ها را انتخاب کند و بجا بیاورد.
- نماز صغیر (کوچک): وقت تلاوت آن بین ظهر و غروب آفتاب می‌باشد (یکبار در روز).[۸]
- نماز وسطی (میانه): روزی سه بار باید خوانده شود. از طلوع آفتاب تا ظهر و از ظهر تا غروب آفتاب و از غروب آفتاب تا ۲ ساعت از شب گذشته.[۸]
- نماز کبیر (بزرگ): در هر ۲۴ ساعت یک مرتبه خوانده می‌شود. بهائیان به این نماز اعتقاد خاصی دارند؛ و طبق بیان بهاءالله، هر وقت انسان حالت توجه به خداوند در خودمی یابد باید آن را بخواند.[۸] این نماز برخلاف دو نماز دیگر نسبتاً مفصل بوده و از چندین قیام و قنوت و سجده و رکوع تشکیل می‌گردد. برای این نماز فرد بعد از وضو قیام کرده، دعایی می‌خواند. بعد به رکوع رفته، و در آن حال دعای رکوع را می‌خواند. بعد از آن باز قیام کرده، متن دعای قنوت را می‌خواند که مفصل تر از همه است و به همینگونه بخش‌های دیگر نماز را تا انتهاء به جا می‌آورد.

### انتخاب نمازهای سه‌گانه
به عقیده بهاییان، پروردگار از روی فضل و مرحمت خود برای آسان کردن این تکلیف، سه نماز روزانه فرو فرستاده که بهاییان مختارند یکی از آن سه نماز را انتخاب کنند و با خواندن آن، فریضه روزانه خویش رادر مورد ستایش پروردگار خود و راز و نیاز با وی را به جا بیاورند. انتخاب یکی از این سه نماز وظیفه روحانی هر فرد بهایی است، زیرا از دیدگاه دیانت بهایی نماز و روزه ارکان توأمی هستند که اساس قانون الهی می‌باشند.

### مضامین نمازهای روزانه
- نماز کوچک : صورت نماز صغیر اینست

معنای فارسی آن چنین است: پروردگارا گواهی می‌دهم که مرا برای شناسایی و پرستش خود آفریدی. من در این دم گواهی می‌دهم به درماندگی خویش و توانایی تو و ضعف خویش و اقتدار تو و نیازمندی خویش و بی‌نیازی تو؛ خدایی جز تو نگهبان و پاینده نیست.
- نماز وسطی: در این نماز پس از اقرار به یکتایی خداوند و اعتراف به ظهور جدیدش نمازگزار از پروردگار می‌خواهد تا او را که با سرانگشتان امید، دامن رحمت و بخشایش خداوند را گرفته است نومید نسازد.[۱۰]
- نماز بزرگ: این نماز جوهر همه دعاها و مناجات‌ها است. نمازگزار در آغاز نماز و در حال ایستاده به این مضمون عباراتی را نقل می‌کند: پروردگارا نماز مرا آتشی ساز تا پرده‌هایی را که مرا از مشاهده جمالت بازداشته بسوزاند و نمازم را نوری ساز تا مرا به دریای وصالت برساند. در جای دیگر، نمازگزار حس انقطاع و تسلیم و رضا را بر زبان می‌آورد و می‌گوید پروردگارا در سایه اراده و خواست تو ایستاده‌ام و جز رضای تو نطلبم و از دریای بخشش و آفتاب دهش تو امید دارم که با این بنده خود آن کنی که رضای تو و پسند تو در آن است در قسمت‌های پایانی این نماز، نمازگزار از آتش فراق می‌نالد و وصول به کرانه‌های وصال را از خداوند خویش می‌طلبد در فقره دیگر نمازگزار خطاب به خداوند می‌گوید ای خدای من عفو و بخشایش تو مرا دلیر نموده و رحمت و کرم تو به من نیرو بخشیده و ندای تو مرا بیدار ساخته و فضل بی پایان تو مرا بر پا داشته و به سوی تو راهبر شده و الا من که باشم که به دروازه شهر وصال تو درآیم یا بتوانم به سوی انوار ساطع از سماُ مشیّت تو روی بگردانم؟ پروردگارا این مسکین را ببین که درِ بخشش و فضل تو را می‌کوبد، و این فانی جام بقا و جاودانی از دست جود و کرم تو می‌جوید… از دیدگاه بهاییان مطالب این نماز بسیار مهیمن و منیع و متنوع و پربار است که خود می‌تواند موضوع یک بحث مفصل شود.[۴]

### قضای نماز
در کتاب اقدس بند ۱۴ چنین آمده که به جای هر نماز فوت شده، یکبار سجده کرده و در هنگام سجود آیه «سبحان الله ذی العظمة و الاجلال و الموهبة و الافضال» خوانده می‌شود. بعد از اتمام سجده یا سجده‌ها چهار زانو نشسته و ۱۸ مرتبه آیه «سبحان الله ذی‌الملک و الملکوت» خوانده می‌شود

### آداب مربوط به نماز
در دیانت بهایی آداب و مناسکی وجود دارد که مقصود از آن کمک به رشد روحانی انسان است اما سادگی از خصوصیات تلاوت ادعیه و ادای نماز بهایی است که باید هموار محفوظ بماند

### وضو
گرفتن وضو از شرایط لازمه در خواندن بعضی از دعاهای بهایی است. قبل از به جا آوردن هر یک از سه نمازهای روزانه گرفتن وضو واجب است. وضو عبارت از شستن دست و صورت به نیت اداء نماز است در مورد نماز وسطی شستن دست با آب همراه با ذکر آیه‌ای و سپس شستن صورت با ذکر آیه‌ای دیگر است (ذکر این دو آیه در کتاب اقدس موجود است). اهمیت وضو صرفاً در شستن دست و صورت نیست. چنان‌که اگر فردی به حمام رفته باشد و تمام بدنش را شسته باشد و بلافاصله بعد از استحمام نیت نماز نماید بازگرفتن وضو برایش لازم است و باید حکم وضو را اجرا کند. هر گاه آب برای وضو موجود نباشد یا استعمال آب برای نمازگزار مضر باشد به جای وضو آیه‌ای مخصوص پنج مرتبه باید تکرار شود.
اگر وقت چند نماز باهم یکی شده باشند فقط یک وضو کافیست. وضوی قبل از وقت نماز و حین وقت نماز قبول است و نیاز به تجدید نیست مگر آنکه از بین رود و اگر بین وضو و نماز فاصله واقع گردد اشکالی ندارد.

### قبله
نماز گفتگو با خداوند است اما به اعتقاد بهاییان خدا عظیم‌تر از آن است که در تصور انسان بگنجد یا مکان خاصی داشته باشد. به همین دلیل در هر دینی، چیزی یا مکانی که به دلیل ارتباط و نسبتش با خداوند تقدس یافته و مورد احترام است، در موقع عبادت مرکز توجه قرار می‌گیرد. قبله مکانی است که به دلیلی با خداوند ربط و نسبت دارد و به همین جهت از لحاظ پیروان آن دین، مقدس است. قبله در دین بهایی بیانگر یکی از اصول اعتقادی مهم این دین است. از دیدگاه دیانت بهایی، شریف‌ترین مخلوق خداوند که بیشترین صفات و کمالات الهی در وجود او ظاهر می‌شود، انسان است و از میان انسان‌ها، انسان کامل که نماینده خداوند در روی زمین و آورندهٔ پیام خداوندی و مظهر امر اوست، محل تَجّلی بیشترین و عالی‌ترین اسامی و صفت‌های پروردگار است به همین دلیل مدفن بنیان‌گذار این دیانت، بهاءالله در حومه آخرین تبعیدگاهش در بهجی در شمال شهر عکا است و اکنون قبله و زیارتگاه بهاییان می‌باشد. قبله به معنای نقطه توجه برای عبادت است که موقع نماز به آن روی آورده می‌شود. این یکی از مهم‌ترین اعمال در آداب مربوط به نماز است. این عمل سبب می‌شود که توجه نمازگزار با روی آوردن به آرامگاه بهاءالله، تمرکز یابد. بهائیان آرامگاه بهاءالله را روضه مبارکه می‌نامند و به اعتقاد آنان بهاءالله مظهر ظهور الهی در این دنیای خاکی است. روضه مبارکه، متبرک‌ترین و مقدس‌ترین مکان برای بهائیان جهان است. در آثار بهائی به بهاییان نیز توجه و هشدار داده شده که در حین توجه بر مرقد بهاءالله درک روشن و صحیحی نسبت به مقام او به عنوان مظهر ظهور الهی داشته باشند. از دیدگاهی دیگر، توجه به قبله نمادی جسمانی از یک حقیقت درونی است. درست همان‌طور که گل‌ها و درختان به سوی نور خورشید رشد و نمو می‌کنند و از تابش آفتاب زندگی می‌یابند، فرد بهایی در هنگام نماز قلب خود را به سوی مظهر ظهور الهی یعنی بهاءالله متوجه ساخته و در طی نماز روی خود را به سوی آرامگاه او، به عنوان نماد یک حقیقت باطنی برمی‌گرداند.
سید علی‌محمد باب در کتاب خود موسوم به «بیان» گفته بود که قبله به سمت من یظهره الله است. بهاءالله این حکم را تغییر نداد و بعدها بهائیان رو به او نماز می‌خواندند. به عقیده بهائیان منظور باب از من یظهره الله، بهاءالله است. دیگر ادیان مشتق از بابیت چنین عقیده‌ای ندارند. عبدالبهاء بعداً اعلام کرد که بعد از درگذشت بهاءالله، آرامگاه بهاءالله قبله است.

## احکام و متفرعات مربوط به نماز

### نماز تعهدی شخصی است
در دین بهایی، نماز روزانه را هر شخص باید راساً بخواند. به صدای بلند یا آهسته فرقی ندارد؛ ولی نماز روزانه تعهدی شخصی است به این جهت، قرائت آن توسط فرد دیگر با قرائت شخصی آن فرق دارد.
از دیدگاه این دیانت، نماز و روزه مسئولیتی شخصی بوده و بنا به درجه تعلق و محبت و ایمان فرد نسبت به بهاءالله انجام می‌گیرند و هیچ‌کس یا هیچ موسسه‌ای حق نظارت و مداخله در آن را ندارد.

### تعریف صبح، ظهر و شب
منظور از صبح، ظهر و شب که در ارتباط با نمازها ذکر شده است به ترتیب فواصل بین طلوع آفتاب و ظهر، بین ظهر و غروب آفتاب و بین غروب آفتاب تا دو ساعت بعد از غروب آفتاب است.

### ساعات نماز و روزه در عرض جغرافیایی بالا
در نامه‌ای از بیت العدل اعظم خطاب به یکی از محافل ملی روحانیه، ۲۷ ژوئیه ۱۹۷۶ چنین ذکر شده است: «راجع به اوقات نماز و روزه صحیح آن است که در عرض جغرافیایی بالا که طول روز و شب به نحو قابل ملاحظه‌ای از فصل به فصل تغییر می‌کند، اجازه داده شود که قوانین نماز و روزه نه بر حسب طلوع و غروب خورشید بلکه بر حسب ساعت، معین شود. از آنجا که ایسلند در چنین عرضی قرار دارد تعیین این ساعات بر عهده محفل روحانی شماست. از آن پس همه باید از مقرارتی که محفل وضع می‌کند پیروی نمایند»

### دیگر احکام
برای نمازی که قضا شود یا برای زمانی که برای وضو گرفتن آب در اختیار نباشد نیز احکام خاصی برای اجرای نماز وجود دارد. در صورتی‌که آب برای وضو در اختیار نباشد یا استعمال آب مضر باشد، ۵ مرتبه «بسم الله الاطهر الاطهر» می‌گویند. کسانی که سنشان از هفتاد بیشتر است، نماز بر آن‌ها بخشیده شده است و از خواندن نماز معافند. همچنین زنان در دوران عادت ماهانه از خواندن نماز معاف شده و به جای آن باید در هر ظهر وضو بگیرند و نود و پنج مرتبه بگویند: «سبحان اللّه ذی الطلعة و الجمال».

## نمازهای دیگر در دیانت بهایی

### نماز میت
تنها نمازی است که به صورت جماعت برگزار می‌شود. طرز ادای این نماز این‌گونه است که حضار ساکت ایستاده و یک نفر نماز را می‌خواند. این نماز مخصوص بزرگسالان است و وقت ادای آن قبل از دفن میت است و توجه به قبله در موقع خواندن نماز لازم نیست کسی که نماز میت را می‌خواند حکم پیش نماز را ندارد

### نماز حاجت
نمازی است که برای برآورده شدن حاجت خوانده می‌شود و دارای آیاتی برای وضو و قیام و رکوع و سجود و قعود است.